# Devrouze
Devrouze is een gemeente in het Franse departement Saône-et-Loire (regio Bourgogne-Franche-Comté) en telt 251 inwoners (1999). De plaats maakt deel uit van het arrondissement Louhans.

## Geografie
De oppervlakte van Devrouze bedraagt 14,5 km², de bevolkingsdichtheid is 17,3 inwoners per km².
De onderstaande kaart toont de ligging van Devrouze met de belangrijkste infrastructuur en aangrenzende gemeenten.

## Demografie
Onderstaande figuur toont het verloop van het inwonertal (bron: INSEE-tellingen).